# Yoga Lin
Yoga Lin (chino tradicional: 林 宥 嘉, pinyin: Lin Youjia; Chaozhou, 1 de julio de 1987) es un cantante Mandopop taiwanés y ganador del evento musical un millón de estrellas, Temporada 1 (第一 季 超级 星光 大道), un reality de competencia de canto organizado en Taiwán. Durante la competición, pasó a la eliminación de su buen amigo, Eddie Tsai (蔡 政 霖). Sin embargo, la persuasión por los productores del espectáculo, que mantuvo la compostura hizo que recuperara su determinación, la consecución de cinco rondas de calificaciones perfectas (20 y más) de forma continua después de que obtuvo un récord imbatible hasta la fecha. Después de ganar el primer lugar en la primera temporada, fue registrado por el HIM International Music, junto con otros tres concursantes, Judy Chou (周 定 纬), Peter Pan (潘裕文) y Stanly Hsu (许仁杰). Ellos eran conocidos como los "Cuatro Príncipes de Superstar Avenue" (星光 四 少).
Lin se colocó en cuarto lugar en Yahoo! Taiwan 2007 dentro del Top Ten de personalidades de interés periodístico. En un episodio especial de un millón de estrellas durante la final de la segunda temporada, se le asignó una actuación diversificada en el teatro de un poco mayores (年纪 大 了 一点) originalmente grabado y compuesto por Matilda Tao (陶晶莹). Este desempeño impresionó a uno de los jueces en el programa, Yun-Ling Huang (黄韵玲) tanto que ella denominó a Lin como el Mago de la Música. Al mismo tiempo, otros jueces compañeros en el mismo episodio acumulado en los elogios sobre Lin, fue exclamando por su mejorado y enormemente desde su victoria de la temporada de un título.

## Estilos musicales
A pesar de su juventud, Lin ha probado su habilidad para demostrar una amplia variedad de presentaciones musicales, y continúa experimentando con nuevos géneros musicales y estilos vocales. Las siguientes son algunas de las presentaciones más representativas de Lin:

### Soft Rock
Cliff (懸崖), The One I Love (我愛的人), You Are My Guiding Eyes (你是我的眼), Honesty, If You're Not With Me (如果沒有你), Ten Years (十年), and Oh my love

### Jazz and Swing
Steel Rope Walker (走鋼索的人), Can't Take My Eyes Off You, If You're Happy, I'm Happy (你快樂所以我快樂), Those Days (那些日子), Last Order, I Want Us To Be Together (我要我們在一起), A Little Older (年紀大了一點).

### Rock & Roll
You Make Me Drunk (你把我灌醉), Creep, Look What You've Done, Black Tangerine (黑色柳丁).

## Discografía

### Álbumes
| #   | fecha de lanzamiento  | Título                    | Etiqueta                |
| --- | --------------------- | ------------------------- | ----------------------- |
| 1st | 3 de junio de 2008    | Mystery Guest (神秘嘉賓)  | HIM International Music |
| 2nd | 30 de octubre de 2009 | Senses Around (感官/世界) | HIM International Music |
| 3rd | 6 de mayo de 2011     | Perfect Life (美妙生活)   | HIM International Music |

### Singles
- That Very Song (那首歌)
- Shadow of Your Back (背影)
- Legend (傳說)
- The Gaze (眼色)
- Fly My Way

## Premios y nominaciones
| Año  | Premio                                 | Categoría                                  | Nominación                 | Resultadi | árbitro |
| ---- | -------------------------------------- | ------------------------------------------ | -------------------------- | --------- | ------- |
| 2008 | IFPI Hong Kong Album Sales Awards      | Top 10 Selling Mandarin Albums of the Year | Mystery Guest              | Ganador   | [ 1 ]   |
| 2009 | IFPI Hong Kong Album Sales Awards      | Top 10 Selling Mandarin Albums of the Year | Senses Around              | Ganador   | [ 2 ]   |
| 2009 | HITO Radio Music Awards HITO流行音樂獎 | Top 10 Songs of the Year                   | "神秘嘉賓" (Mystery Guest) | Ganador   | [ 3 ]   |
| 2009 | 20th Golden Melody Awards              | Best New Artist                            | Yoga Lin                   | Nominado  | [ 4 ]   |

- 2007 Ganador, Un millón de estrellas Temporada 1 (Taiwán)
- 2008 HITO FM recién llegado (con Season Star de un millón de finalistas 1) (Taiwán)
- 2008 Hong Kong Metro de difusión Co. (新城 电台): Mejor Artista Revelación, el ídolo caliente, caliente Grupo ídolo
- 2008 Corea del Asia Song Festival Newcomer (región de Asia)
- Premios de Singapur de 2008 Hit: Mejor Productor ( Mystery Guest ) Premio, Premio Revelación, Premio Anual de artista popular y ganador Tabla Anual
- 2008 8 ª Entrega Global de Música China: Newcomer más populares, Premio Top 20 canciones (La Mirada眼色)
- Music Awards 2008 YouthBox: Mejor Artista Nuevo, Mejor Álbum del Año Invitado Misterio ( Mystery Guest )
- 2008 Hong Kong TVB8 Mejor Artista Revelación, de oro
- Beijing 2008 Listas Best Newcomer of the Year (Taiwán-Hong Kong Región)
- 2008 Hong Kong Metro Radio Visitas Rey de los recién llegados (de Ultramar)
- 2008 Singapur Radio 100.3 Top 20 canciones (1'Admirador 伯乐)
- 2008 Singapur Radio 100.3 Top 10 cantantes masculinos (2 ª)
- 2008 Singapur Y.E.S. 93.3 FM Top 10 cantantes más populares (4)
- 2008 Singapur Y.E.S. 93.3 FM Top 100 canciones (6 º - 伯乐, 25 - 神秘 嘉宾)
- 2008 Sina recién llegados Presentación Música: Mejor Artista Revelación (Taiwán-Hong Kong Región)

- 2009 Sprite China, Pop Música: Mejor Artista Revelación (Taiwán), más "IN" Premio de la Popularidad (Internet)
- 2009 HITO ir con en 2008: del 10 alAdmirer伯乐, 20 : Mystery Guest , 38a:La Mirada眼色
- 2009 Guangdong Radio 101 ir con en 2008: 20-The Mirada眼色, 31:MoonlightCruel 残酷 月光
- 2009 HitFM top 10 en 2008 (Taiwán)
- 2009 La Asociación de Trabajadores de la Música en Taiwán Top 10 Singles en 2008:La Mirada眼色

## Endosos
- 2007 Consejo Nacional de Ciencias Feria de Ciencias 2007
- 2007 07.11 Disney Star Boulevard
- 2007 Gamania juego en línea
- 2007 Chunghwa Telecom-ezPeer + música en línea
- 2007 FarGlory Realty
- 2007 Heme Simple Men T-Zone Cuidado de la Piel
- 2007 SYM - Mio (Bling Bling)
- 2008 Morinaga Hi-Mastique caramelo
- 2008 FIN HeySong Sports Drink
- 2008 V.S.O.P. Hennessy
- 2008 SYM - Mio (Doraemon)
- 2008 Yahoo! Taiwan Subasta Denim
- 2008 3M Nexcare
- 2008 Zojirushi mi botella
- 2008 P & G: Whisper feliz
- 2009 Singapur Campus Superstar Temporada 3 Embajador